# 리눅스 PAM
Linux Pluggable Authentication Modules(PAM), 즉 리눅스 PAM은 리눅스 또는 GNU/kFreeBSD 시스템에서 애플리케이션과 서비스에 대한 동적 인증을 제공한다.
리눅스-PAM은 인증 작업을 4가지 독립적인 관리 그룹으로 분리한다.
- 계정 모듈(account module)들은 명시된 계정이 현재 조건에서 유효한 인증 목표인지를 검사한다. 이것은 계정 유효기간, 시간 그리고 사용자가 요청된 서비스에 접근 가능한지 같은 조건을 포함한다.
- 인증 모듈(authentication module)들은 비밀번호를 요청하고 검사하는 것 같이 사용자의 신원을 확인한다. 또한 인증 정보를 keyring 같은 다른 시스템들에 전달한다.
- 비밀번호 모듈(password module)들은 비밀번호 갱신을 책임진다. 또한 강력한 비밀번호 강화에도 사용된다.
- 세션 모듈(session module)들은 세션 시작과 끝에 수행되는 행동을 정의한다. 그 후 사용자는 성공적으로 인증된다.

## 같이 보기
- OpenPAM
- fprint